# 尹吉甫
尹吉甫（前852年？—前775年？），姞姓，兮氏，名甲，字伯吉父，一作伯吉甫，金文作兮甲、兮伯吉父，又因其在周朝官职为太师（西周时太师称“太师尹”或“师尹”），后代遂以尹、吉为姓。西周尹国国君，辅助周宣王中兴周朝，是中国历史上有名的政治家、军事家与文学家。据传为《诗经》的主要采集者和编纂者，被尊称为“中华诗祖”。遗物有“兮甲盘”。

## 出生地
尹吉甫的出生地不明，南宋祝穆《方舆胜览》中记载尹吉甫为房陵（今湖北省房县）人。现在房县有尹吉甫镇。

## 生平
曾奉周宣王命出征猃狁，获大胜，反击到太原（今山西太原西南）附近。后又发兵南征，对南淮夷征取贡物，深受周王室的倚重。有子伯奇、伯封，其后人述其官职，庶长子伯奇以“吉”为氏，嫡子伯封以“尹”为氏。
2009年4月23日，尹吉甫的墓碑纪事碑（刻有墓志铭），在湖北十堰市房县青峰镇松林垭宋家沟水库坝底部出土。

## 兮甲盘
兮甲盘为西周晚期的青铜礼器，又称兮田盘、兮伯盘，详细记有周宣王攻打猃狁的战争及尹吉甫辅助周宣王中兴周朝的事迹。
王国维《兮甲盘跋》认为：“甲”是天干的开始，而“吉”也有开始的意思，兮甲為對周王謙虛自稱，與兮吉通用。《毛詩》开始于字前加“尹”，尹是官职之名。

## 墓地
尹吉甫的墓地，目前一共有四处：
1. 陕西省西安市大仁村护国将军尹吉甫墓
2. 湖北省房县松林垭
3. 河北省南皮县尹吉甫墓
4. 山西省平遥县尹吉甫墓。

### 引用
1. ↑  李任. . 华中人文论丛. 2014, 5 (1): 124–127. CNKI HZRW201401034.
2. ↑  . 炎黄风俗网.   [2020-01-02]. （原始内容存档于2020-01-02）.
3. ↑  .   [2017-07-18]. （原始内容存档于2017-10-29）.

### 書目
- 《诗经》
  - 《崧高》
  - 《烝民》
  - 《韓奕》
  - 《江漢》

| 前任： 世系失考 | 尹国国君 — | 繼任： 尹球 |